# Renate Gebhard

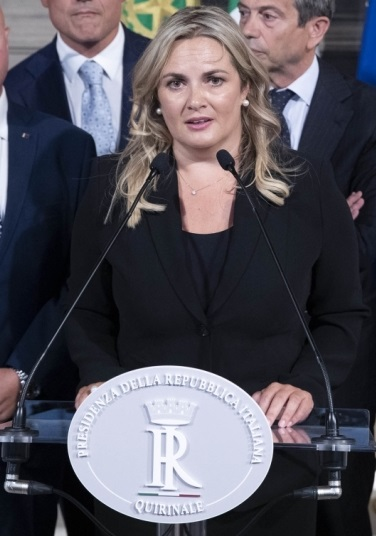
Renate Gebhard (2019)

Renate Gebhard (* 2. Mai 1977 in Bozen) ist eine deutschsprachige italienische Politikerin aus Südtirol.

## Biographie
Gebhard wuchs in Latzfons auf und besuchte die Handelsoberschule in Brixen. Anschließend schrieb sie sich für das von den Universitäten Innsbruck und Padua gemeinsam angebotene „Integrierte Diplomstudium der Rechtswissenschaften“ ein. Ihr Studium, das auch einen Aufenthalt an der Universität Genua umfasste, schloss sie 2002 mit einer gemeinschaftlich verfassten Diplomarbeit ab. Seit 2006 ist sie als Rechtsanwältin tätig.
Politisch betätigte sich Gebhard zunächst in ihrer Heimatgemeinde Klausen, wo sie 2005 in den Gemeinderat gewählt wurde. In der Folge nahm sie verschiedene Funktionen in Gremien der Südtiroler Volkspartei (SVP) wahr, insbesondere bei den SVP-Frauen.
Bei den parteiinternen Vorwahlen im Zuge der Vorbereitungen auf die Parlamentswahlen 2013 erreichte Gebhard Platz 2 auf der Liste der Kandidaten für die Abgeordnetenkammer. Bei den Wahlen zur Abgeordnetenkammer am 24. und 25. Februar erhielt die SVP im Mehrpersonenwahlkreis Trentino-Südtirol 24,2 % der Stimmen, wodurch sich Gebhard ein Mandat sichern konnte. Bei den Parlamentswahlen 2018 gelang ihr mit 65 % der Stimmen im Einerwahlkreis Brixen die Wiederwahl. Dieses Mandat konnte sie bei den Parlamentswahlen 2022 mit 57,41 % der Stimmen erneut verteidigen.